# Itália nos Jogos Olímpicos de Verão de 2004
A Itália competiu nos Jogos Olímpicos de Verão de 2004, em Atenas, na Grécia.

## Medalhas
| Atleta         | Esporte       | Evento               | Medalha |
| -------------- | ------------- | -------------------- | ------- |
| Marco Galiazzo | Tiro com arco | Individual masculino | Ouro    |

## Desempenho

### Natação
Masculino
| Atleta(s)             | Evento       | Eliminatórias | Eliminatórias | Semifinal   | Semifinal   | Final       | Final       |
| Atleta(s)             | Evento       | Tempo         | Posição       | Tempo       | Posição     | Tempo       | Posição     |
| --------------------- | ------------ | ------------- | ------------- | ----------- | ----------- | ----------- | ----------- |
| Lorenzo Vismara       | 50 m livre   | 22s70         | 22º           | Não avançou | Não avançou | Não avançou | Não avançou |
| Massimiliano Rosolino | 400 m livre  | 3min47s72     | 4º Q          |             |             | 3min46s25   | 5º          |
| Christian Minotti     | 1500 m livre | 15min39s31    | 24º           | Não avançou | Não avançou |             |             |

### Remo
Masculino
| Equipe           | Evento        | Eliminatórias | Eliminatórias | Repescagem | Repescagem | Semifinal | Semifinal | Final   | Final                |
| Equipe           | Evento        | Tempo         | Posição       | Tempo      | Posição    | Tempo     | Posição   | Tempo   | Posição (Pos. final) |
| ---------------- | ------------- | ------------- | ------------- | ---------- | ---------- | --------- | --------- | ------- | -------------------- |
| Matteo Stefanini | Skiff simples | 7m31s54       | 1º R          | 7m08s91    | 4º S D/E   | 7m10s34   | 2º FD     | 6m57s16 | 1º (19º)             |

### Tiro com arco
| Atleta             | Evento               | Classificação | Classificação | Fase de 64                    | Fase de 32                   | Oitavas de final           | Quartas de final            | Semifinais                 | Final                      | Final           |
| Atleta             | Evento               | Escore        | Pos.          | Adversário e resultado        | Adversário e resultado       | Adversário e resultado     | Adversário e resultado      | Adversário e resultado     | Adversário e resultado     | Pos.            |
| ------------------ | -------------------- | ------------- | ------------- | ----------------------------- | ---------------------------- | -------------------------- | --------------------------- | -------------------------- | -------------------------- | --------------- |
| Marco Galiazzo     | Individual masculino | 672           | 3º            | TON Taumoepeau (62) V 156-122 | MEX Serrano (30) V 164-163   | ITA di Buo (19) V 162-155  | USA Wunderle (43) V 109-108 | GBR Godfrey (31) V 110-108 | JPN Yamamoto (9) V 111-109 | Medalha de ouro |
| Ilario di Buò      | Individual masculino | 659           | 19º           | SWE Eriksson (46) V 151-146   | NED van Alten (14) V 164-160 | ITA Galiazzo (3) D 155-162 | Não avançou                 | Não avançou                | Não avançou                | Não avançou     |
| Michelle Frangilli | Individual masculino | 654           | 24º           | INA Lockoneco (41) V 153-141  | JPN Yamamoto (9) D 154-162   | Não avançou                | Não avançou                 | Não avançou                | Não avançou                | Não avançou     |